# Ернст I (Саксония-Гота-Алтенбург)
Ернст I Благочестиви (на немски: Ernst I, der Fromme; * 25 декември 1601, Алтенбург; † 26 март 1675, Гота) от рода на Ваймерските Ернестински Ветини, е от 1640 г. херцог на Саксония-Гота. През 1672 г. той получава част от Херцогство Саксония-Алтенбург и основава рода Дом Саксония-Гота-Алтенбург, който съществува до 1825 г.

## Живот
Ернст I е деветият син на херцог Йохан III от Саксония-Ваймар и съпругата му Доротея Мария фон Анхалт (1574 – 1617) от род Аскани. Брат е на Йохан Ернст I, Фридрих, Вилхелм, Албрехт, Йохан Фридрих и Бернхард.
Ернст е приет през 1619 г., в литературното общество Fruchtbringende Gesellschaft под Нр. 19 и служи като полковник в шведската войска през Тридесетгодишната война.
На 24 октомври 1636 г. се жени в Алтенбург за принцеса Елизабет София фон Саксония-Алтенбург (1619 – 1680), единствената дъщеря на херцог Йохан Филип от Саксония-Алтенбург (1597 – 1639) и принцеса Елизабет фон Брауншвайг-Волфенбютел (1593 – 1650). Нейната зестра е 20 000 гулдена. През 1672 г. тя става единствена наследница на Дом Саксония-Алтенбург.
През 1640 г. братята Вилхелм, Албрехт и Ернст си поделят херцогството Саксония-Ваймар. От тази наследствена подялба се образуват умаленото Херцогство Саксония-Ваймар и новите две херцогства Саксония-Айзенах и Саксония-Гота. Ернст I получава херцогство Саксония-Гота, което управлява до смъртта си и основава ернестинската линия Саксония-Гота. Ернст от 1643 до 1654 г. построява новия дворец Фриденщайн.
През 1645 г. Ернст получава половината от Херцогство Саксония-Айзенах. През 1672 г. той успява да наследи три четвърти от собствеността на Фридрих Вилхелм III в Саксония-Алтенбург.
Херцог Ернст е погребан през 1675 г. като пръв от фамилията Саксония-Гота-Алтенбург под олтара на градската църква „Св. Маргарета“ в Гота. След неговата смърт Саксония-Гота се управлява първо заедно от неговите седем сина, до наследствената подялба на 24 февруари 1680 г.
- Херцог Ернст I фон Саксония-Гота, портрет от 1677 в музей Дрезден
- Елизабет София от Саксония-Гота и Алтенбург

## Деца
Ернст I има 18 деца, от които оживяват седем сина и две дъщери:
- Елизабет Доротея (1640 – 1709), омъжена за ландграф Лудвиг VI от Хесен-Дармщат
- Фридрих I (1646 – 1691) получава Саксония-Гота-Алтенбург
- Албрехт (1648 – 1699) получава Саксония-Кобург
- Бернхард I (1649 – 1706) получава Саксония-Майнинген
- Хайнрих (1650 – 1710) получава Саксония-Рьомхилд
- Християн (1653 – 1707) получава Саксония-Айзенберг
- Доротея Мария (1654 – 1682)
- Ернст (1655 – 1715) получава Саксония-Хилдбургхаузен
- Йохан Ернст (1658 – 1729) получава Саксония-Заалфелд